# Helina pusilla
Helina pusilla är en tvåvingeart som först beskrevs av Carl Ludwig Doleschall 1858.  Helina pusilla ingår i släktet Helina och familjen husflugor. Inga underarter finns listade i Catalogue of Life.